# رنا نونن
رنا نونن (انگلیسی: Rena Nōnen؛ زادهٔ ۱۳ ژوئیهٔ ۱۹۹۳) مدل، بازیگر، خواننده، تاجر، کارگردان، فیلم‌نامه‌نویس و فیلم‌بردار اهل ژاپن است.